# マメザヤタケ
マメザヤタケ（豆莢茸、学名: Xylaria polymorpha）は、クロサイワイタケ科クロサイワイタケ属（マメザヤタケ属）に属する小型から中型のキノコ（菌類）。地方によりクロサジタケ、クロフデタケなどの地方名でも呼ばれるが、日本国外では英語で「死者の指」（dead man's fingers）との異名がある。食用不適。

## 分布・生態
日本各地を含む世界中に広く分布し、極めてふつうに見られる。
白色腐朽菌（腐生性）。ほぼ一年中見られ、林内の広葉樹の枯れ木や立ち木の地際部に群生または束生し、心材を侵している。腐朽材は白くなり、黒い雲形な帯線をつくる。

## 形態
子実体は全体に黒色で光沢はなく、先端は円い円筒形になるが、形は変化に富む。高さ3 - 8センチメートル (cm) 、頭部の径は0.9 - 1.5 cm。子座はすりこ木形、倒徳利形、葉巻形がふつうであるが、変形しやすく、ときには野球のグローブ形になることもある。しばしば下部が細く伸びて、頭部と柄部に分かれるものもある。下部は細長く伸びて、頭部が2部に分かれるものもある。外皮層は炭質を帯びて硬い。肉質で、成熟に伴い内部は中空になる。その外層は黒色で、その内面（髄層）はほぼ白色。その中にほぼ球形の小さな室（子嚢殻）を埋没する。成熟すると子嚢殻頂部のキノコの表面（外皮層）に小さな口を開き、黒色粉状の子嚢胞子を放出する。
子嚢は円柱状で、上半分に一列に胞子を収める。子嚢胞子は大きさ20 - 30 × 6 - 8マイクロメートル (μm) の紡錘形で一側がやや膨らみ、片側が扁平、線状の発芽孔があり、暗褐色から黒褐色、平滑。
形がハマキタケ（Hypoxylon tabacinum、アカコブタケ科アカコブタケ属）によく似ていが、ハマキタケは子実体の色が淡褐色で、暖かい地域に発生する。

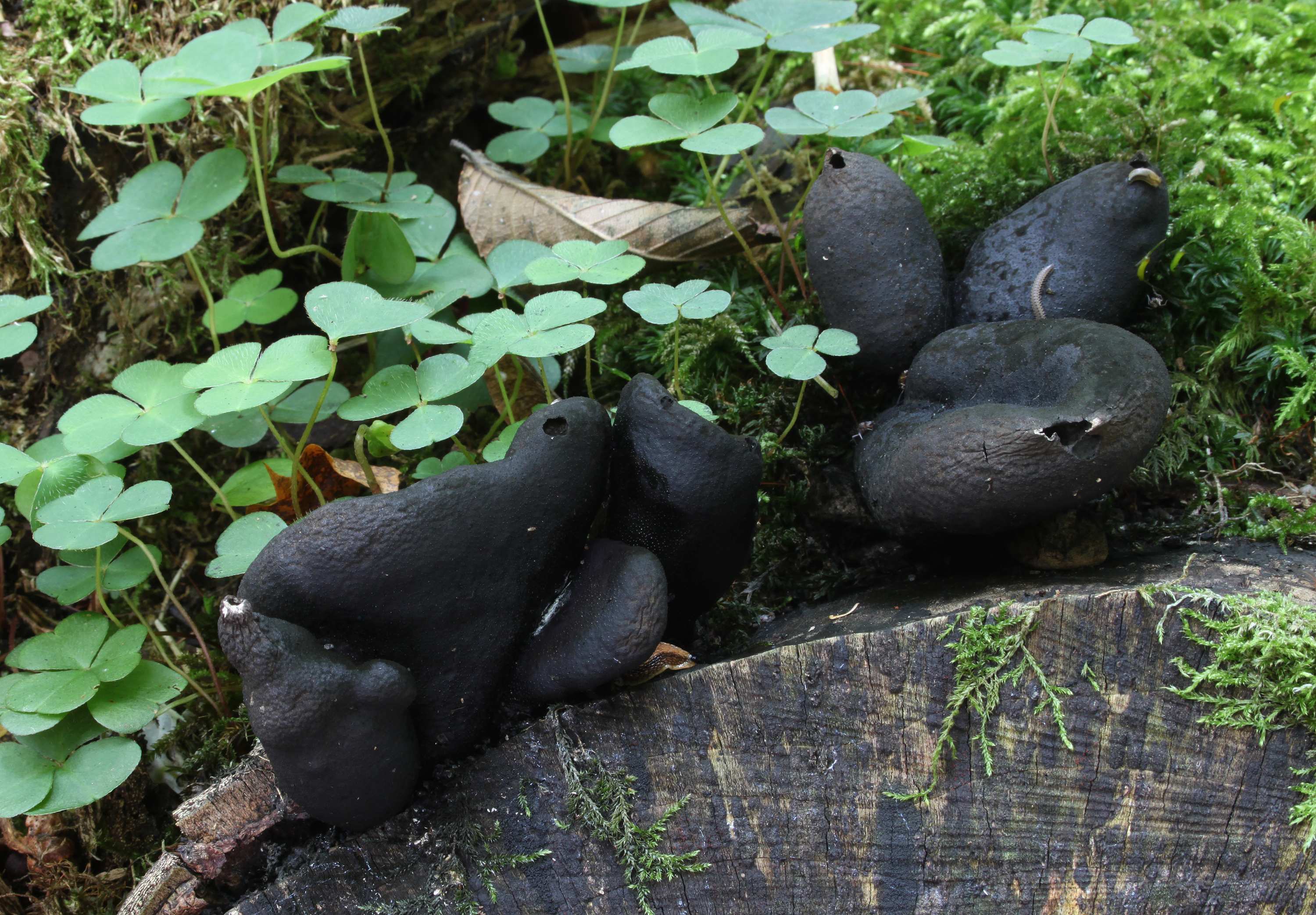
子実体の形は変化に富む
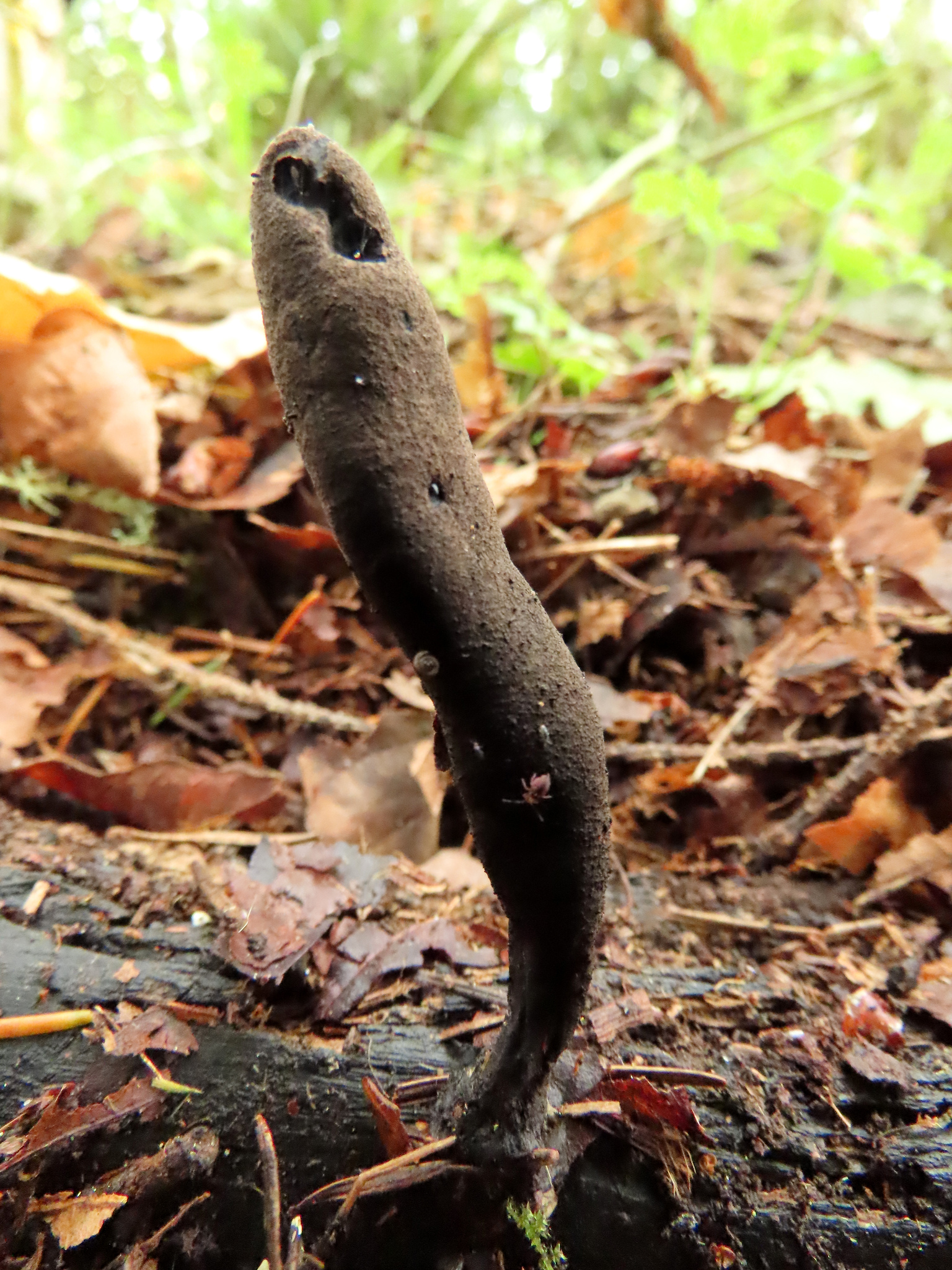
こん棒状の個体
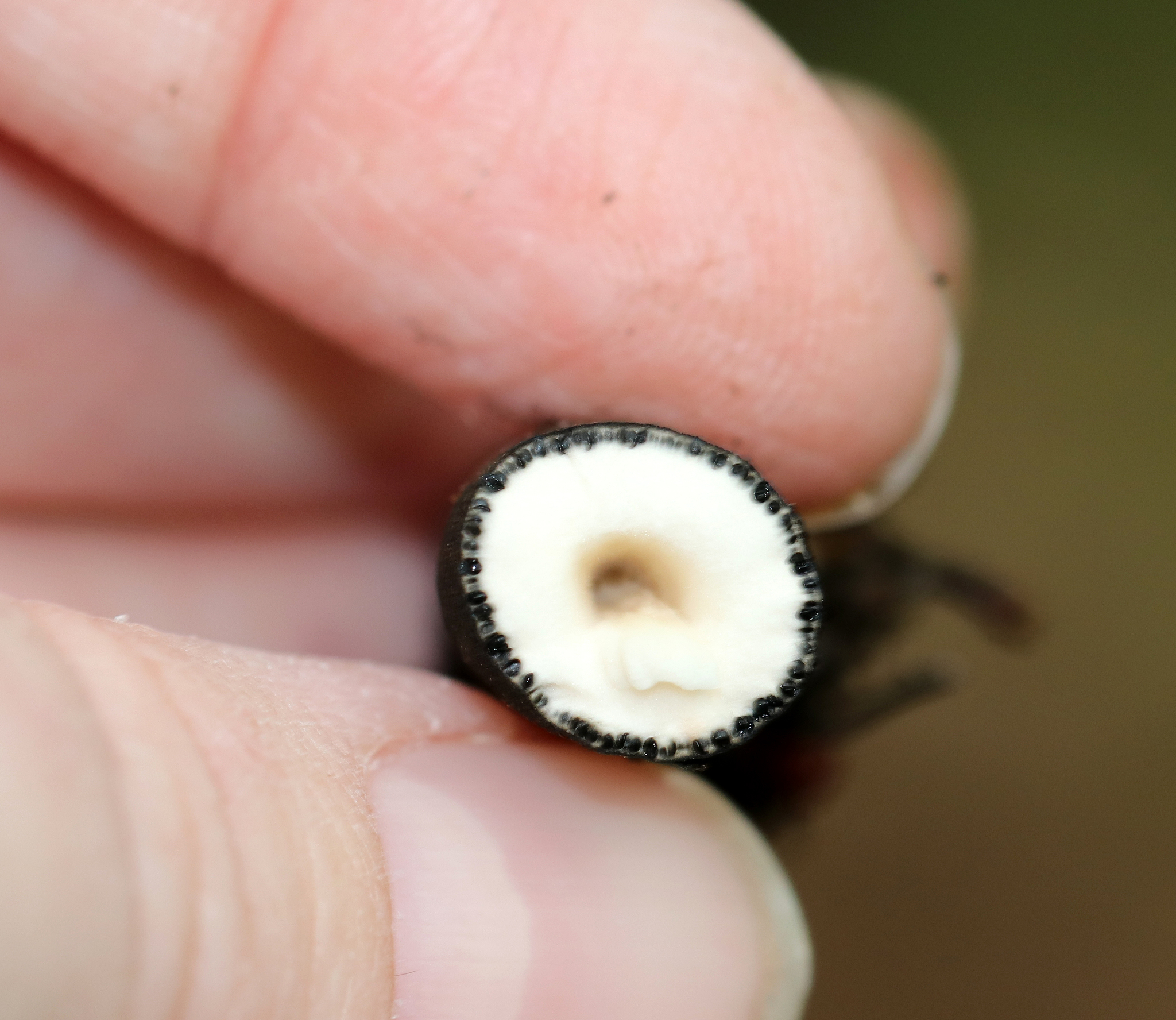
断面
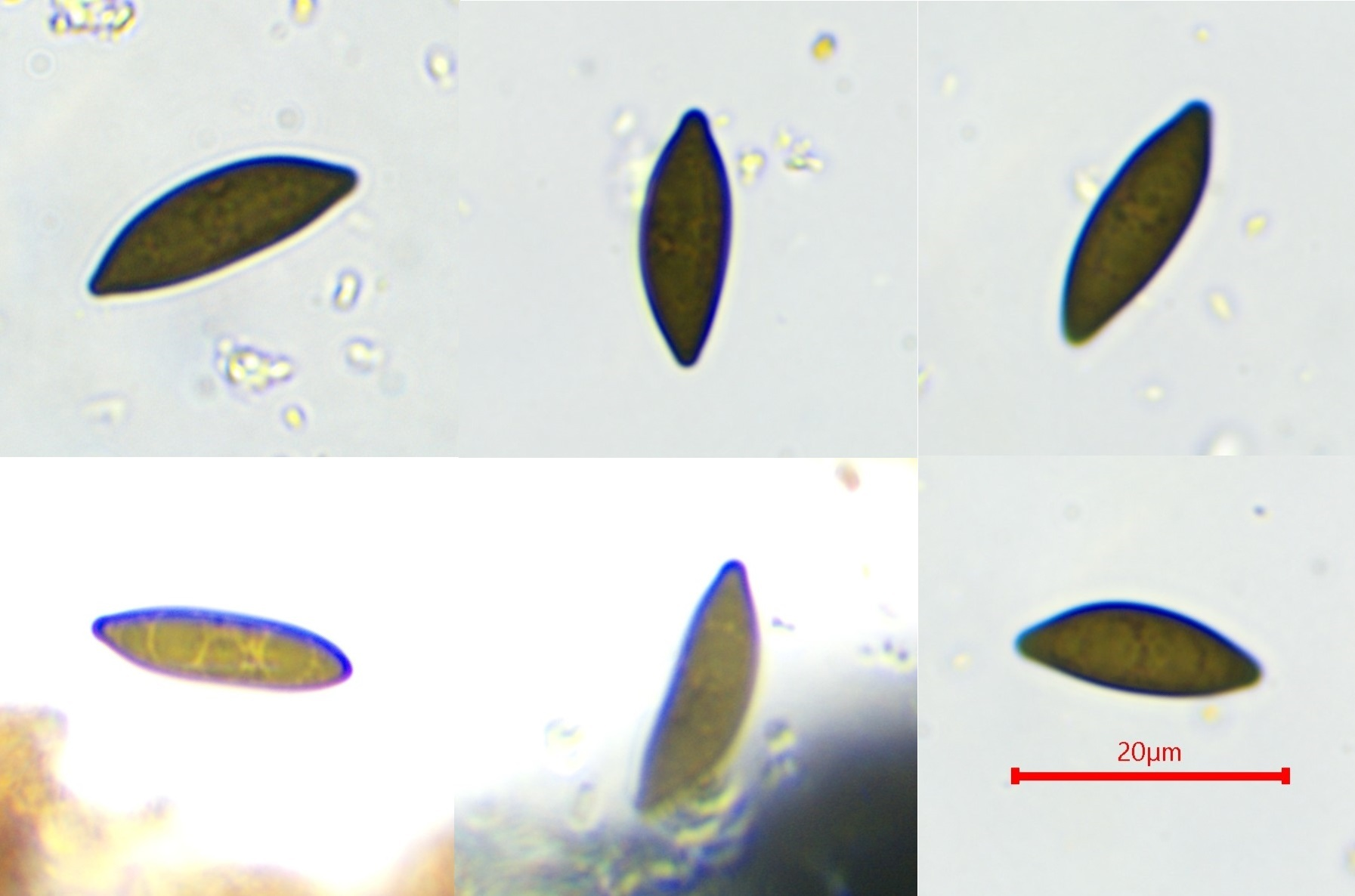
胞子の顕微鏡画像